# Речковский сельский совет (Белопольский район)
Речковский сельский совет (укр. Річківська сільська рада) — входит в состав
Белопольского района
Сумской области
Украины.
Административный центр сельского совета находится в 
с. Речки.

## Населённые пункты совета
- с. Речки
- с. Баиха